# Cvartă

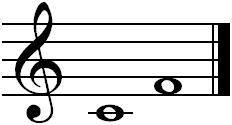
Cvartă perfectă do-fa

Intervalul de cvartă se formează între două sunete cu distanță de 4 trepte între ele. Până în sec. al XIX-lea era cunoscută sub numele grecesc diatessaron. Cvartele pot fi: perfecte(2 tonuri + 1 semiton), mărite (3 tonuri) și micșorate (1 ton + 2 semitonuri).